# Stéfanos Ghíkas
Stéfanos Ghíkas (en grec moderne : Στέφανος Γκίκας), né en 1960 à Corfou en Grèce, est un homme politique grec.

## Biographie
Aux élections législatives grecques de janvier 2015, il est élu député au Parlement grec sur la liste de la Nouvelle Démocratie dans la circonscription de Corfou.